# Hanna Bogucka
Hanna Bogucka (ur. 27 lutego 1965) – polska profesor nauk technicznych. Specjalizuje się w zagadnieniach z zakresu radiokomunikacji i telekomunikacji. Członek korespondent Polskiej Akademii Nauk od 2016 roku. Pracownik Katedry Radiokomunikacji na Politechnice Poznańskiej.
Stopień magistra inżyniera uzyskała w 1988 roku. Doktoryzowała się w 1995 roku na Wydziale Elektrycznym PP na podstawie pracy zatytułowanej "Wybrane metody kompensacji echa w cyfrowych systemach telekomunikacyjnych". Habilitację otrzymała w 2006 roku, natomiast tytuł profesora nauk technicznych nadano jej w 2014 roku.

## Nagrody i wyróżnienia
Uhonorowana m.in.:
- Stypendium Fundacji na Rzecz Nauki Polskiej dla młodych pracowników nauki (1994)
- Pięcioma Nagrodami za najlepszy artykuł naukowy,
- Srebrnym oraz Złotym Krzyżem Zasługi